# Bergas Bästa - partipolitiskt obunden lista
Bergas Bästa - partipolitiskt obunden lista (Berga's beste, partijpolitiek ongebonden lijst) is een lokale politieke partij in de gemeente Ljungby, Zweden. 
In de gemeenteraadsverkiezingen van 1998, de eerste verkiezingen waaraan de partij meedeed, kreeg de partij 2% van de stemmen en 1 zetel in de gemeenteraad.
In de gemeenteraadsverkiezingen van 2002 kreeg de partij 288 stemmen (1.7%) en daarmee een zetel (Alf Johansson). In Berga kreeg de partij 12.2% in het kiesdistrict Berga Oost en 13.7% in het kiesdistrict Berga West.
In de gemeenteraadsverkiezingen van 2006 deed de partij niet meer mee aan de gemeenteraadsverkiezingen. De partij deed in dat jaar namelijk mee onder de nieuwe naam Kommunens Bästa - partipolitiskt obunden lista, deze partij kreeg tijdens de gemeenteraadsverkiezingen in 2006 6,65% van de stemmen en drie zetels in de gemeenteraad.